# Ron Loewinsohn
 Ronald William Loewinsohn (Iloilo. Filipinas, 15 de diciembre de 1937 – Berkeley (California), 14 de octubre de 2014) fue un poeta y novelista estadounidense muy ligado a la generación de poetas de la Renacimiento de San Francisco desde la inclusión de su poesía en la antología poética de Donald Allen de 1960, The New American Poetry 1945–1960. Fue profesor emérito de inglés de la Universidad de Berkeley.

## Biografía
Nacido en Iloilo, Filipinas, Loewinsohn y se familia se trasladaron a Los Ángeles en 1945. Posteriormente fueron a vivir al Bronx y de allí a San Francisco, donde vivió hasta 1967. Loewinsohn asocia su proximidad a North Beach como una inspiración para su desarrollo como poeta: "Me gradué en el Abraham Lincoln High School en 1955, con toda la Generación Beat desarrollándose a mi alrededor. Conviví con los principales, y escuchó a Ginsberg, Snyder, Whalen y McClure recitar en Berkeley en abril, 1956. Continué escribiendo, sobre todo poesía, en ese modo vernáculo y (pensé) oracular." Loewinsohn se casó en 1957 y trabajó como litógrafo durante 12 años. En 1959, publicó su primera colección de poesía, Watermelons que contenía un prólogo de Allen Ginsberg y un epílogo de William Carlos Williams. También coeditó el pequeño magazine literario Change con Richard Brautigan. Sus influencias mas directas incluyen a William Carlos Williams, Allen Ginsberg, Robert Duncan, Jack Spicer,  Richard Brautigan, Philip Whalen, Gary Snyder, Charles Olson, Robert Creeley y Denise Levertov.
En la década de los 60, Loewinsohn fue el profesor de un taller de poesía en Universidad Estatal de San Francisco, una experiencia que le hizo darse cuenta de que quería ser profesor. Se unió a la Facultad del Departament de Filología inglesa de la Universidad de Berkeley en 1970 y continuó allí hasta su retiro en 2005.

## Publicaciones
- Watermelons, New York: Totem Press, 1959
- Poema incluodo en la obra de Donald Allen The New American Poetry 1945–1960 (1960) de Grove Press
- The World of the Lie (poemas), Change Press, 1963
- L'Autre (poemas), Black Sparrow Press, 1967
- The Step (poemas), Black Sparrow Press, 1968
- Meat Air (Poemas seleccionados), Harcourt Brace, 1970
- The Leaves (poemas), Black Sparrow Press, 1973
- William C. Williams: The Embodiment of Knowledge, (Editor)
- Goat Dances (poemas) Black Sparrow Press, 1976
- Poesía incluida en la obra de Donald Allen The Postmoderns, (1982) de Grove Press
- Magnetic Field(s) (novela), Knopf, 1983
- Where All the Ladders Start (novela), Atlantic Monthly Press, 1987[7]

## Premios y honores
- Premio Poets Foundation (1963)[1]
- The Irving Stone Award of the Academy of American Poets (1966)[1]
- Premio Ina Coolbrith Memorial de poesía (1966)[1]
- Premio de la University of California Scholar(1967)[8]
- Beca de posgrado de la Woodrow Wilson Foundation (1967-8)[8]
- Beca de la Universidad de Harvard (1967–70)[8]
- Beca de la Asocación Nacional de Educación (1979 y 1986)[8]
- Bwca Guggenheim (1984-5)[8]

## Media
Lectura de poesía
- Ron Loewinsohn at SGWU, 1970 (with Robert Hogg) Archivado el 10 de septiembre de 2015 en Wayback Machine. - Concordia University

Video clip
- Literature of the Beat Generation - Ron Loewinsohn - OLLI @ University of California, Berkeley